# Gom-dzsabbar
A gom-dzsabbar Frank Herbert A Dűne című regényének kitalált kínzóeszköze.
"Az ádáz haragú ellenség; meta-cianiddal mérgezett hegyű tű, amelyet a Bene Gesserit erre jogosult Tisztelendő Anyái használnak az emberi öntudat fejlettségét vizsgáló próbájukban, amikor az alternatíva a halál."
A Bene Gesserit (értelemszerűen: női) növendékei alkalmasságának vizsgálatára használta. Az ismert ellenszer nélküli, gyorsan ható mérget tartalmazó tűt a jelölt nyakához illesztették és felszólították arra, hogy helyezze be a kezét a gom-dzsabbar dobozba, amely fájdalomidegeket stimuláló és a fájdalmat erősítő szerkezetet tartalmazott. A fájdalom a próba ideje alatt fokozatosan erősödött, végül elviselhetetlenné vált. Ha a jelölt a fájdalmat tovább nem tűrte és kihúzta a kezét a dobozból, a tű azonnal automatikusan a nyakába fúródott és az alany meghalt. Ezzel az alkalmatlan jelölteket objektív módon ki tudták szűrni.
Gaius Helen Mohiam Tisztelendő Anya ezzel teszi próbára Paul Atreidest a Caladan bolygón. Ez egyike volt azon ritka alkalmaknak, amikor a gom-dzsabbart férfiak tesztelésére használták és az alany életben maradt.